# 许特沙伊德
许特沙伊德是德国莱茵兰-普法尔茨州的一个市镇。总面积2.99平方公里，总人口193人，其中男性100人，女性93人（2011年12月31日），人口密度65人/平方公里。